# Негрос
Негрос — острів середніх розмірів у групі Філіппінських островів. Розташований в центрі архіпелагу, на 10 градусі п.ш., між 122 і 124 градусами сх.д. Має витягнуту форму. Довжина острова — понад 180 км. Площа — 13 074 км². Чисельність населення — 3,7 мільйона чоловік (станом на 2000 рік). Входить до острівної групи Вісая.

## Географія
З півночі омивається морями Вісаян і Сибуян, з півдня — морем Сулу. Острів має гірську поверхню. Найвища точка — вулкан Канлаон, розташований на висоті 2 460 метрів над рівнем моря. Західний берег — низовинний, більшість дрібних річок течуть з гір на захід. Від сусідніх островів відокремлений протоками Гімарас (острів Панай) і Таньон (острів Себу). Клімат — субекваторіальний клімат, мусонний. Клімат Негросу сухіший, ніж на сусідньому острові Панай. В рік випадає 1 600—2 000 мм опадів. Гірські райони зайняті тропічними лісами, низовини засіяні в основному кукурудзою і технічними культурами.

## Адміністративний поділ
Острів поділяється на дві провінції: Західний Негрос і Східний Негрос. Найбільше місто — Баколод. Інше велике місто - Думагете. У більшості міст на півночі розвинене виробництво цукру. У горах на півдні розвинений видобуток срібла та міді. У структурі населенні переважають вісая, в містах є китайці, в горах на півдні живуть негроїди аета.
| Філіппіни | Це незавершена стаття з географії Філіппін. Ви можете допомогти проєкту, виправивши або дописавши її. |